# Cymbovula
Cymbovula là một chi ốc biển, là động vật thân mềm chân bụng sống ở biển thuộc họ Ovulidae.

## Các loài
Các loài thuộc chi Cymbovula bao gồm:
- Cymbovula acicularis (Lamarck, 1810)[2]
- Cymbovula bahamensis Cate, 1973[3]
- Cymbovula bebae Fernandes & Ròlan, 1995[4]
- Cymbovula massierorum Fehse, 1999[5]: đồng nghĩa của Naviculavolva massierorum (Fehse, 1999)